# Словинац (часопис)
Словинац: лист за књигу, умјетност и обртност  је био књижевни часопис који је од 1878. до 1884. излазио у Дубровнику. 

## Историјат
Лист је покренула група дубровачких интелектуалаца предвођена Медом Пуцићем. Поред Меда Пуцића, ту су били и Перо Будмани, Антун Казали, Иван Аугуст Казначић.
Концепција је подразумевала објављивање књижевних радова (песме, приповетке), научних радова (историја и етнологија Јужних Словена), као и превода дела са водећих језика европске културе.Прилози су објављивани и на српском и на хрватском језику, као и на ћирилици и латиници. 
У политичком смислу Словинац се снажно ослањао на традицију дубровачког илиризма (словинства). Тежио је да помири српске и хрватске националне интересе, што се најбоље види из прогласа објављеног у овом листу: „Slovinac držeći se svagda svog programa, traži da na književnom polju združi i pomiri dva plemena, Hrvate i Srbe, koji su se na svoju štetu zavadili i razjedinili...“.
Оригинални литерарни радови објављивани у Словинцу били су прожети истим духом епике као и народне песме и приповетке публиковане у часопису. Објављивао је велики број народних песама где је поштована форма народног десетерца као уобичајеног изражавања најзначајнијих словинаца. Ти стихови се нису разликовали од усмених.

### Тематика
Лист Словинац по тематици припада српској културној баштини. Самим тим, представља важну грађу свим истраживачима који се баве историјом. У њему се објављују песме, приповетке, и текстови из историографије и етнологије јужнословенских крајева. Такође има и превода са водећих европских језика.

#### РубрикаСитнице
Сваки број је имао рубрику Ситнице где су објављиване вести на различите теме, позив на претплату, публиковане књиге.
- Словинац, број 1, страна 13, 1883.
- Словинац, број 1, страна 14, 1883.
- Словинац, број 1, страна 15, 1883.
- Словинац, број 2, страна 30, 1883.

### Периодичност
Излазио је два или три пута месечно (зависно од периода), а штампан је у Тискари Драгутина Претнера.

## Сарадници
Луко Зоре је био изузетно агилан уредник који је успео да ангажује и Дубровчане који су боравили ван града.
Од значајнијих сарадника треба споменути Меду Пуцића, Јована Сундечића, Перу Будманија, Луку Зоре, Матију Бана, Вука Врчевића, Ивана Стојановића, Вида Вукасовића Вулетића, Божидара Петрановића, Марка Цара, Тому П. Ораовца, Мату Водопића, Нићифора Дучића...

## Власници, издавачи и одговорни уредници
- од бр. 1 (1878) Луко Зоре
- од бр. 7 (1878) Антун Селак
- од бр. 3 (1880) Вјекослав Претнер
- од бр. 4 (1880) Нико Скорсур
- од бр. 12 (1881) Драгутин Претнер (од истог броја одговорни уредник Вјекослав Претнер)